# José Manuel López Peláez
José Manuel López Peláez (Madrid, 1945 - Madrid, 2025) es un arquitecto español, premio Nacional de Arquitectura en 1971.

## Biografía
Se licenció en la ETSAM en 1970. Profesionalmente, se ha asociado con Javier Frechilla Camoira. Ha recibido numerosos premios y reconocimientos. Se doctoró en 1998, con la tesis La arquitectura de Gunnar Asplund. En 2008 fue designado catedrático de proyectos de la ETSAM.

## Edificios
- Teatro Cervantes, en Arnedo (1999)
- C.S San Juan de la Cruz, en Pozuelo de Alarcón (1999)
- Biblioteca de la Universidad Rey Juan Carlos, en Móstoles (2003)
- Palacio de Congresos de Albacete (2007)

## Premios
- Premio Nacional de Arquitectura de España (1971)
- Premio Extraordinario de la Universidad Politécnica de Madrid, por su tesis doctoral (1998)

## Obra bibliográfica
- Maestros cercanos (2007)